# Bedenk
Bedenk je priimek v Sloveniji, ki ga je po podatkih Statističnega urada Republike Slovenije na dan 1. januarja 2010 uporabljalo 64 oseb in je med vsemi priimki po pogostosti uporabe uvrščen na 6.299. mesto.

## Znani nosilci priimka
- Kasilda Bedenk (*1954), lektorica za moderni nemški jezik (Univerza v Gradcu), prevajalka
- Mira Bedenk Bajc (1921 - 2021), gledališka igralka
- Rok Bedenk, mednarodni politolog/ekonomist, menedžer?